# Blattella
Blattella is een geslacht van kakkerlakken uit de familie van de Blattidae.

## Soorten
- Blattella germanica Linnaeus, 1767 (Duitse kakkerlak)
- Blattella aegrota Gerstaecker, 1883
- Blattella armata Princis, 1963
- Blattella asahinai Mizukubo, 1981 (Aziatische kakkerlak)
- Blattella barthi Roth, 1985
- Blattella belli Roth, 1985